# Bornes frontières entre les États-Unis et le Mexique

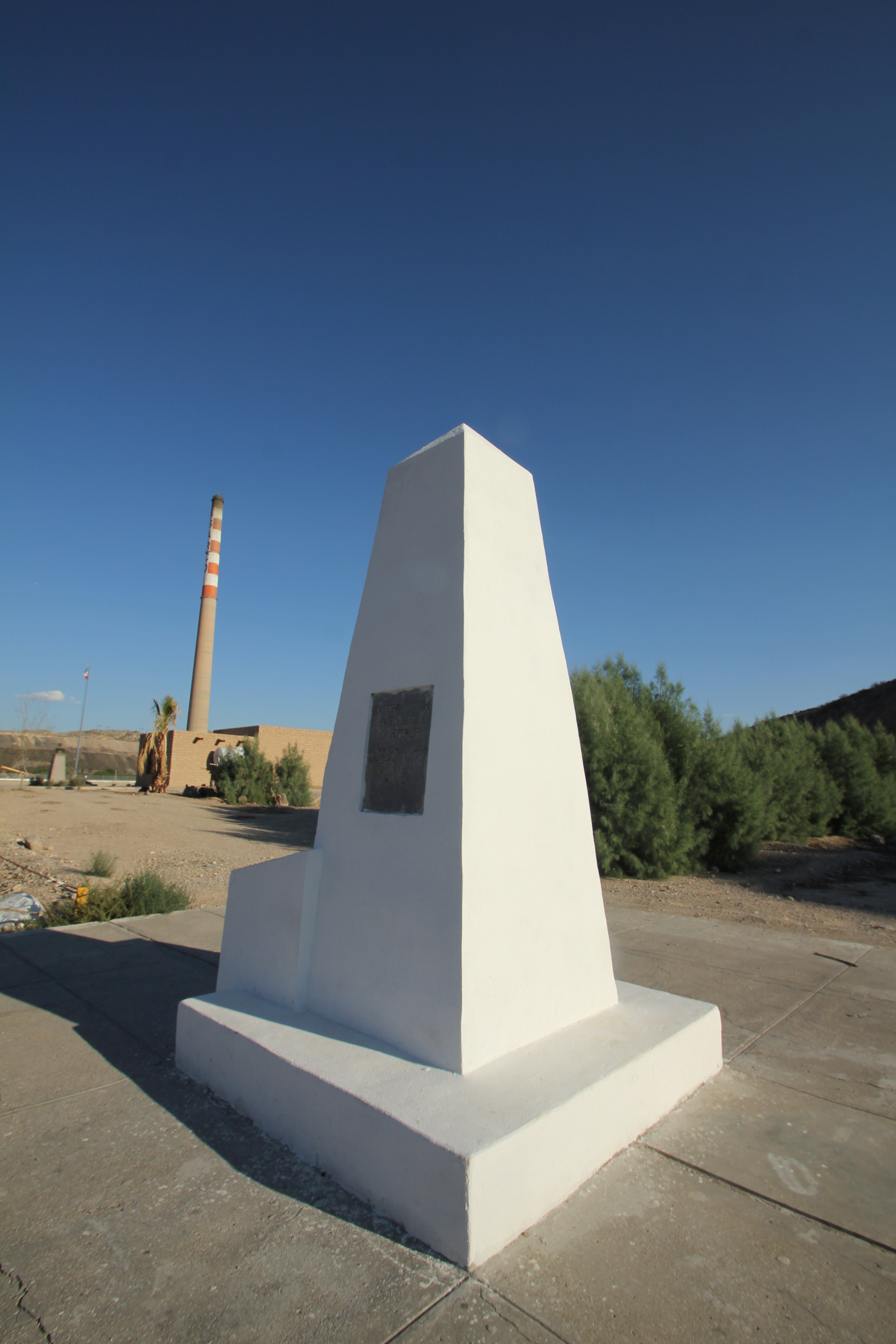
Borne frontière no 1, comté de Doña Ana, Nouveau-Mexique.

Les bornes frontières entre les États-Unis et le Mexique sont un ensemble de 276 monuments délimitant la frontière entre ces deux pays de l'océan Pacifique au Río Grande.

## Description
Entre l'océan Pacifique à l'ouest jusqu'au milieu de son tracé entre l'État de Chihuahua et celui du Nouveau-Mexique, sur 1 086 km, la frontière terrestre entre les États-Unis et le Mexique est déterminée par des segments de droite sans rapport direct avec la géographie (à l'exception d'une courte partie le long du Colorado) ; à l'est, jusqu'à l'océan Atlantique, la frontière suit le Río Grande. À l'ouest, la matérialisation de la frontière est effectuée par un ensemble de 276 bornes, séparant la Californie, l'Arizona et le Nouveau-Mexique de la Basse-Californie, du Sonora et du Chihuahua.
Les bornes prennent la forme d'obélisques d'environ 2 m de hauteur, peints en blanc ; leur numéro est visible sur leur partie supérieure. Leur forme et leur matériau sont variables, la plupart étant réalisées en fonte.
Les bornes frontières sont la propriété des deux pays. Leur entretien est assuré par la Commission internationale de la frontière et des eaux (en), une moitié par la partie américaine de cette organisation, l'autre par la partie mexicaine.

## Historique
Les premiers monuments frontaliers sont érigés dans les années 1850, après la Guerre américano-mexicaine (1846-1844) et l'achat Gadsden (1853). 52 monuments sont installés le long de la nouvelle frontière entre les deux États entre 1849 et 1857 ; la plupart sont de simples amoncellements de roches sans mortier, tandis que 7 sont en marbre ou en fonte.
Entre 1891 et 1894, la Commission internationale de la frontière et des eaux, chargée d'administrer la frontière, reconstruit les bornes existantes ; 206 bornes supplémentaires, en fonte, sont ajoutées, portant le total à 258 obélisques. 18 ajouts au cours du XXe siècle et du XXIe siècle portent le nombre total actuel à 276. 442 bornes en béton plus petites complètent le dispositif.
En 1971, l'espace autour de la borne 258 entre San Diego et Tijuana devient un parc public, le parc de l'amitié (Friendship Park),. La 1re borne, au Nouveau-Mexique, est inscrite au Registre national des lieux historiques en 1974.
Les monuments ont été intégralement documentés à deux reprises. En 1899, le photographe D. R. Payne, publie un livre contenant des photos de chacun des monuments. En 2007, le photographe David Taylor recrée le travail de Payne en l'actualisant, en photographiant les 276 monuments au cours de plusieurs années,,,.